# 2025년 자이 지진
2025년 자이 지진(중국어: 2025年嘉義地震)은 2025년 1월 21일 대만(중화민국) 남부에서 일어난 지진이다. 지진 규모는 M6.4.
타이난시, 윈린현, 자이현에서 총 44명의 부상자가 발생했다. 난시구, 바이허구, 관톈구, 신화구에서 주택 10채가 붕괴되었고 건물 263채와 학교 257채가 피해를 입었다. 타이난시에서도 일부 건물이 붕괴되었다. 다푸향에서도 벽이 무너지거나 일부 도로가 심각하게 손상되고 낙석이 떨어지는 피해를 입었다.

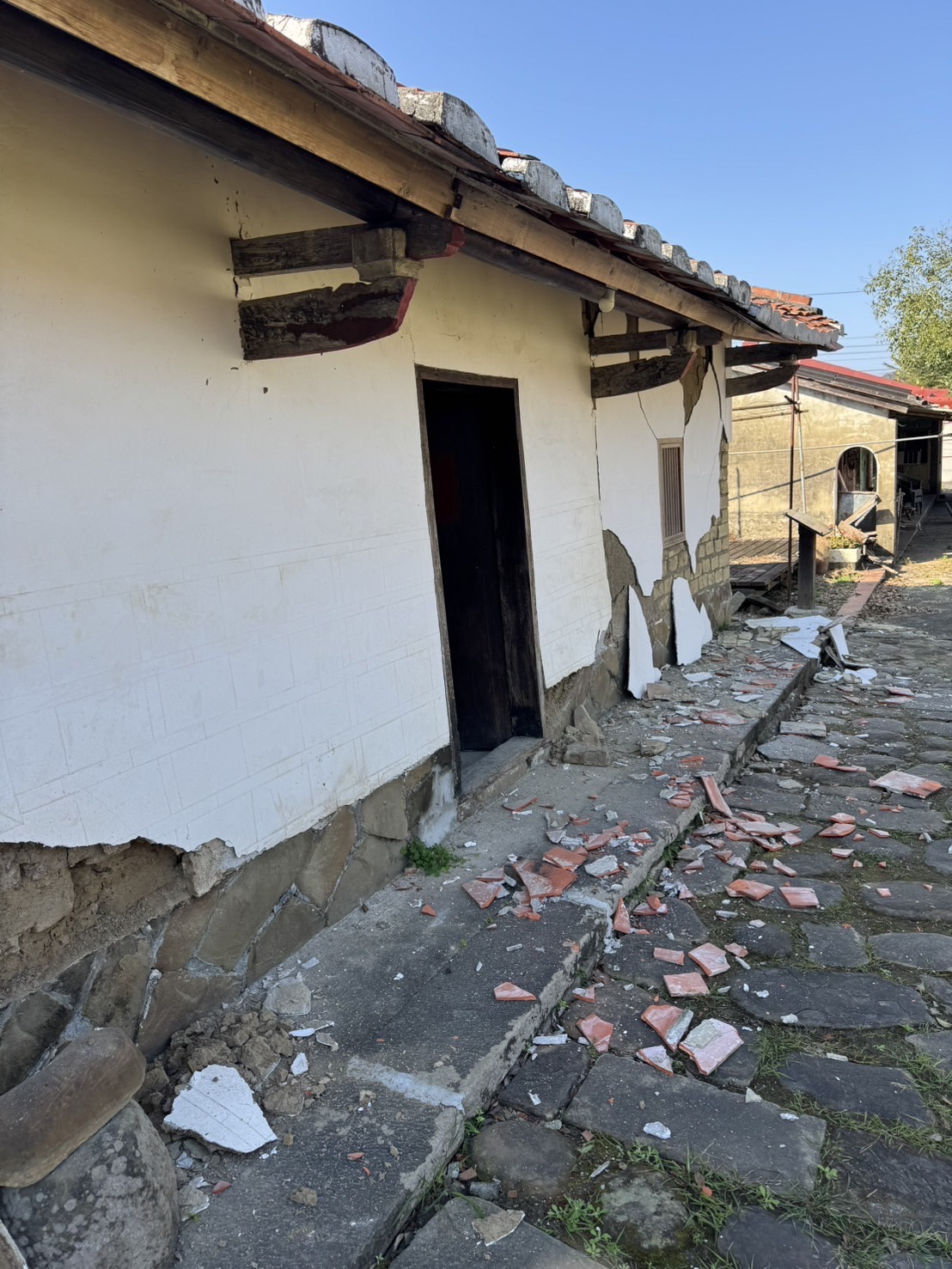
타이난시에서 붕괴된 건물

## 관련 사건
지진이 발생하기 전, 입법원에서는 중앙정부의 총예산안 심사가 진행되고 있었다. 이 과정에서 국민당 의원 황런(黃仁)은 "지진 전조 관측 정밀화 계획" 예산 중 100만 위안을 삭감할 것을 제안하였다. 그 이유로 일부 관측소가 제때 운영되지 않았고, 국가적 경보가 완전히 정확하게 발령되지 못했다는 점을 들었다. 또한, 라이스바오(賴士葆) 의원도 "기상 관측 장비 유지비"에서 200만 위안을 삭감할 것을 제안하며, 관련 예산이 과다 편성되었으므로 지출을 적절히 줄여야 한다고 주장하였다. 이러한 제안들은 최종적으로 철회되었다.
민주진보당 의원 쉬즈제(許智傑)는 이번 지진이 심각한 피해를 초래했다고 언급하며, 대만의 평안을 기원했다. 그는 또한 국민당이 예산 심사 과정에서 중앙기상서의 지진 측보 및 관련 업무 예산을 삭감하고 동결하려는 계획을 세웠다고 밝혔다. 다행히 이 계획은 최종적으로 실행되지 않았으나, 그는 이러한 제안이 지진 방재의 중요성을 무시하고 국민의 생명 안전을 심각히 위협하는 행위라며 강력히 비판했다. 쉬즈제는 이 같은 제안들을 "비합리적 삭감"이라 지적하며, 이러한 행위가 국민 전체에 잠재적인 해를 끼쳤다고 주장하였다.